# Rižana
Rižana este o localitate din comuna Koper, Slovenia, cu o populație de 107 locuitori.